# Witold Orłowski (ekonomista)
Witold Maciej Orłowski (ur. 3 stycznia 1962 w Łodzi) – polski ekonomista, profesor nauk ekonomicznych, nauczyciel akademicki i publicysta.

## Życiorys
W 1985 ukończył studia ekonomiczne na Uniwersytecie Łódzkim i do 1992 pracował na macierzystej uczelni, kształcił się również na Uniwersytecie Harvarda (jako stypendysta Programu Fulbrighta). W 1992 uzyskał stopień naukowy doktora na Wydziale Ekonomiczno-Socjologicznym UŁ, habilitował się w 1997 na Wydziale Nauk Ekonomicznych Uniwersytetu Warszawskiego. W 2007 otrzymał tytuł naukowy profesora nauk ekonomicznych. Specjalizuje się w zakresie ekonometrii stosowanej i makroekonomii.
W latach 1991–1993 pracował w Biurze ds. Integracji Europejskiej Urzędu Rady Ministrów, w latach 1993–1997 w Banku Światowym, w latach 1997–2003 w Zakładzie Badań Statystyczno-Ekonomicznych Głównego Urzędu Statystycznego i Polskiej Akademii Nauk (kolejno jako zastępca dyrektora i dyrektor). W 1992 był jednym z założycieli Niezależnego Ośrodka Badań Ekonomicznych. Był członkiem Rady Makroekonomicznej, doradcą ekonomicznym wicepremiera Leszka Balcerowicza oraz doradcą głównego negocjatora członkostwa Polski w Unii Europejskiej Jana Kułakowskiego.
W latach 2002–2005 pełnił funkcję szefa zespołu doradców ekonomicznych prezydenta Aleksandra Kwaśniewskiego. W latach 2003–2016 był dyrektorem Szkoły Biznesu Politechniki Warszawskiej. W 2006 został głównym doradcą ekonomicznym przedsiębiorstwa PricewaterhouseCoopers. Wchodził w skład Narodowej Rady Rozwoju przy prezydencie Lechu Kaczyńskim, był też członkiem Rady Gospodarczej przy premierze Donaldzie Tusku. W 2011 został powołany na stanowisko specjalnego doradcy Komisji Europejskiej ds. budżetu. Od 2015 był członkiem Narodowej Rady Rozwoju powołanej przez prezydenta Andrzeja Dudę.
W 2016 objął stanowisko rektora Akademii Finansów i Biznesu Vistula, które zajmował do 2019.
Obejmował też funkcje przewodniczącego rady powierniczej Muzeum Narodowego w Warszawie i przewodniczącego kapituły nagrody „Orły Rzeczpospolitej”. W 1998 otrzymał Nagrodę Banku Handlowego w Warszawie SA za szczególne osiągnięcia w zakresie myśli teoretycznej w sferze ekonomii i finansów za książkę Droga do Europy. Jest autorem publikacji naukowych i popularnonaukowych oraz artykułów publicystycznych.
Jest bratem Tomasza Orłowskiego.

## Odznaczenia
Odznaczony Krzyżem Oficerskim Orderu Odrodzenia Polski (2005).

## Wybrane publikacje
- Droga do Europy. Makroekonomia wstępowania do Unii Europejskiej, Instytut Europejski, Łódź 1998.
- Optymalna ścieżka do euro, Wydawnictwo Naukowe Scholar, Warszawa 2004.
- Stulecie chaosu. Alternatywne dzieje XX wieku, Open Wydawnictwo Naukowe i Literackie, Warszawa 2007.
- Świat, który oszalał czyli poradnik na ciekawe czasy, Wyd. Agora, Warszawa 2008.
- W pogoni za straconym czasem. Wzrost gospodarczy w Europie Środkowo-Wschodniej, PWE, Warszawa 2010.
- Świat do przeróbki. Spekulanci, bankruci, giganci i ich rywale, Agora, Warszawa 2011.
- Czy Polska dogoni Niemcy?, PWN, Warszawa 2015.
- Inna Polska. 1918–2018 alternatywne scenariusze naszej historii, Rebis, Poznań, 2018.
- Świat który zachorował. Co nam przyniesie pandemia?, Agora, Warszawa 2020.